# Tim McCord
Tim McCord (rođen 28. lipnja 1979.) je basist američke rock grupe Evanescence nakon odlaska Willa Boyda sredinom 2006. Prethodno je bio gitarist sastava The Revolution Smile od 2000. do 2004. godine.